# Soulivong Savang
Il principe Soulivong Savang (Luang Prabang, 8 maggio 1963) è l'erede al trono del Regno del Laos. Costretto a vivere in esilio, ha conseguito il titolo a seguito della morte del padre Vong Savang, figlio ed erede dell'ultimo sovrano laotiano Savang Vatthana. A capo della famiglia reale laotiana vi è il Principe Sauryavong Savang, zio e reggente di Soulivong Savang.
In qualità di erede al trono, è l'ultimo discendente della dinastia di Khun Lo, che dall'VIII secolo ha ininterrottamente posto i propri membri sui troni dei Regni di Luang Prabang, di Lan Xang, di Vientiane e del Laos. Il paese è stato retto da una monarchia costituzionale dal 1947 al 1975, quando il trionfo del movimento comunista Pathet Lao nella guerra civile laotiana portò all'istituzione dell'attuale Repubblica Popolare Democratica del Laos.

## Biografia
Soulivong Savang nacque nel palazzo reale di Luang Prabang, era figlio del principe ereditario Vong Savang e della Principessa Mahneelai. Il nonno era Savang Vatthana, sovrano del Regno del Laos. Trascorse l'infanzia mentre nel paese infuriava la guerra civile tra le forze regolari filo-americane e quelle rivoluzionarie filo-vietnamite. Fu educato alla scuola Dao Houang del Vat Khili a Luang Prabang. Con la vittoria della fazione comunista del 1975, il Laos divenne una repubblica. Le 'purghe' imposte dal governo costrinsero nel 1977 Soulivong Savang e tutta la famiglia reale all'internamento in un campo di rieducazione nel nord del paese. Divenne erede al trono dopo la morte in prigionia del nonno e del padre tra il 1978 ed il 1980. Il 3 agosto del 1981, riuscì a fuggire in Thailandia con il fratello minore Thayavong Savang a bordo di una zattera costruita con mezzi di fortuna.
Lo stesso anno, raggiunse i molti connazionali che per sfuggire alle persecuzioni governative si erano rifugiati in Francia, il paese che aveva colonizzato il Laos tra il 1893 ed il 1953. Completò gli studi all'Università di Auverne a Clermont-Ferrand, dove si laureò in giurisprudenza, ed all'Institute Britannique de Paris, nella capitale francese. Il titolo di principe ereditario gli venne confermato nel 1997 dal Consiglio Reale del Laos in esilio nel 1997. Ha assunto la carica di presidente della associazione Fa-Ngum e dell'assemblea dei laotiani all'estero. Nel 2007 ha sposato in Canada la principessa laotiana in esilio Chansouk Soukthala. Alla cerimonia hanno partecipato 800 invitati.

## Attività politica
Da anni il principe si batte per il ritorno della monarchia costituzionale in Laos e per l'introduzione nel paese di riforme sociali e assistenziali. Nel 1997, ha presieduto a Seattle negli USA una conferenza dei reali laotiani, che ha istituito il consiglio dei laotiani all'estero. Nel 1999 si è tenuta una seconda conferenza dei laotiani all'estero, durante la quale l'associazione ha definito l'organizzazione interna e le modalità di intervento in campo sociale. Ad entrambe le conferenze hanno partecipato anche rappresentanti delle minoranze etniche laotiane.
Nel 2003 è stato istituito il governo reale laotiano in esilio, il cui obiettivo è il ritorno della monarchia costituzionale rifondando il Regno del Laos, il cui trono sarebbe affidato a Soulivong Savang. Il governo si batte per la fine del regime comunista laotiano e dell'influenza vietnamita nel Paese, chiedendo che vengano applicati i trattati siglati durante la guerra civile laotiana e violati dai nord-vietnamiti. Il regno manterrebbe il buddhismo theravada come religione di Stato, secondo l'antica tradizione laotiana.
In seguito si è formata l'Associazione degli inviati straordinari del governo reale laotiano in esilio, che si è diffusa a livello internazionale e costituisce la rete diplomatica di tale governo. Registrata nel Registro per la trasparenza dell'Unione europea, l'associazione promuove iniziative e organizza conferenze per diffondere le proprie attività e i propri princìpi.

## Ascendenza
|                                            |                            |                                | Genitori                                      |  |  | Nonni |  |  | Bisnonni                   |  |  | Trisnonni                      |  |
|                                            |                            |                                |                                               |  |  |       |  |  | Re Sisavangvong del Laos * |  |  | Re Zakarine di Luang Prabang * |  |
|                                            |                            |                                |                                               |  |  |       |  |  | Re Sisavangvong del Laos * |  |  | Re Zakarine di Luang Prabang * |  |
|                                            |                            | Principessa Thong-sy *         |                                               |  |  |       |  |  | Re Sisavangvong del Laos * |  |  |                                |  |
| Re Sisavang Vatthana del Laos              |                            |                                |                                               |  |  |       |  |  | Re Sisavangvong del Laos * |  |  |                                |  |
|                                            |                            | Principessa Kham-Ouane Thongsi | …                                             |  |  |       |  |  |                            |  |  |                                |  |
|                                            |                            | Principessa Kham-Ouane Thongsi | …                                             |  |  |       |  |  |                            |  |  |                                |  |
|                                            |                            | Principessa Kham-Ouane Thongsi | …                                             |  |  |       |  |  |                            |  |  |                                |  |
| Vong Savang, Principe Hereditario del Laos |                            | Principessa Kham-Ouane Thongsi |                                               |  |  |       |  |  |                            |  |  |                                |  |
|                                            |                            | Principe Kham-Phane            | Re Mahinthonethep Naphaphone di Luang Prabang |  |  |       |  |  |                            |  |  |                                |  |
|                                            |                            | Principe Kham-Phane            | Re Mahinthonethep Naphaphone di Luang Prabang |  |  |       |  |  |                            |  |  |                                |  |
|                                            |                            | Principe Kham-Phane            | Mom Pong                                      |  |  |       |  |  |                            |  |  |                                |  |
| Principessa Kham-Phoui                     |                            | Principe Kham-Phane            |                                               |  |  |       |  |  |                            |  |  |                                |  |
|                                            |                            | Principessa Kham-oune          | …                                             |  |  |       |  |  |                            |  |  |                                |  |
|                                            |                            | Principessa Kham-oune          | …                                             |  |  |       |  |  |                            |  |  |                                |  |
|                                            |                            | Principessa Kham-oune          | …                                             |  |  |       |  |  |                            |  |  |                                |  |
| Principe Soulivong Savang del Laos         |                            | Principessa Kham-oune          |                                               |  |  |       |  |  |                            |  |  |                                |  |
|                                            | Re Sisavangvong del Laos * | Re Zakarine di Luang Prabang * |                                               |  |  |       |  |  |                            |  |  |                                |  |
|                                            | Re Sisavangvong del Laos * | Re Zakarine di Luang Prabang * |                                               |  |  |       |  |  |                            |  |  |                                |  |
|                                            | Re Sisavangvong del Laos * | Principessa Thong-sy *         |                                               |  |  |       |  |  |                            |  |  |                                |  |
| Principe Kham-Phan Panya                   | Re Sisavangvong del Laos * |                                |                                               |  |  |       |  |  |                            |  |  |                                |  |
|                                            |                            | Mom Kham-La                    | …                                             |  |  |       |  |  |                            |  |  |                                |  |
|                                            |                            | Mom Kham-La                    | …                                             |  |  |       |  |  |                            |  |  |                                |  |
|                                            |                            | Mom Kham-La                    | …                                             |  |  |       |  |  |                            |  |  |                                |  |
| Principessa Mahneelai                      |                            | Mom Kham-La                    |                                               |  |  |       |  |  |                            |  |  |                                |  |
|                                            |                            | …                              | …                                             |  |  |       |  |  |                            |  |  |                                |  |
|                                            |                            | …                              | …                                             |  |  |       |  |  |                            |  |  |                                |  |
|                                            |                            | …                              | …                                             |  |  |       |  |  |                            |  |  |                                |  |
| una dama di Pak Lai                        |                            | …                              |                                               |  |  |       |  |  |                            |  |  |                                |  |
|                                            |                            | …                              | …                                             |  |  |       |  |  |                            |  |  |                                |  |
|                                            |                            | …                              | …                                             |  |  |       |  |  |                            |  |  |                                |  |
|                                            |                            | …                              | …                                             |  |  |       |  |  |                            |  |  |                                |  |
|                                            |                            | …                              |                                               |  |  |       |  |  |                            |  |  |                                |  |